# Flames de l'Adirondack
Les Flames de l'Adirondack sont une franchise de hockey sur glace de la Ligue américaine de hockey basée à Glens Falls dans l'État de New York aux États-Unis qui a existé de 2014 à 2015.

## Histoire
Les Flames de l'Adirondack sont créés en 2014 à la suite du déménagement du Heat d'Abbotsford de Abbotsford à Glens Falls.
Son passage à Glen Falls ne dure qu'une saison puisqu'elle déménage à Stockton en 2015 où l'équipe devient le Heat de Stockton.

## Bilan
| Saison    | PJ | V  | D  | DP | DTB | BP  | BC  | Pts | Classement              | Séries éliminatoires |
| --------- | -- | -- | -- | -- | --- | --- | --- | --- | ----------------------- | -------------------- |
| 2014-2015 | 76 | 35 | 33 | 6  | 2   | 233 | 240 | 78  | 4e place, division Nord | Non qualifiés        |